# Березоволуцька волость
Березоволуцька волость — адміністративно-територіальна одиниця Миргородського повіту Полтавської губернії з центром у містечку Березова Лука.
Старшинами волості були:
- 1900 року козак Іван Іванович Черкас[1];
- 1904 року козак Роман Кулиніч[2];
- 1913—1915 року Семен Васильович Ганусь[3],[4].